# سيد مصطفى كمال
سيد مصطفى كمال (بالأردوية: سید مصطفیٰ کمال)‏ (بالإنجليزية: Syed Mustafa Kamal)‏ هو سياسي باكستاني، ولد في 27 ديسمبر 1971 في كراتشي في باكستان. حزبياً، نشط في الحركة القومية المتحدة (1990 – 2014) وPak Sarzameen Party ‏ (2016 – ). وقد انتخب عضو مجلس الشيوخ الباكستاني.